# بيت زبطان (صنعاء)

تعديل مصدري - تعديل

حي بيت زبطان هو أحد أحياء مدينة صنعاء، ويتبع إدارياً مديرية سنحان وبني بهلول التابعة لمحافظة صنعاء اليمنية. يبلغ تعداد سكانه 1807 نسمة حسب التعداد السكاني في اليمن لعام 2004.